# عرش إنجلترا

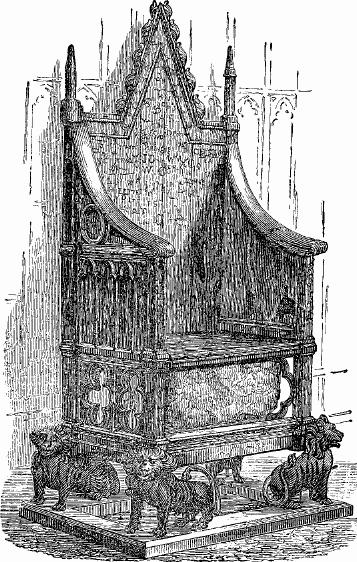
هذا عرض العرش المستخدم لتتويج الملوك البريطانيين لمدة 800 عامٍ -- يُسمى أحيانًا باسم "كرسي التتويج" أو "كرسي الملك إدوارد".

إن مصطلح عرش إنجلترا هو المصطلح الإنجليزي المستخدم لتعريف عرش ملك إنجلترا. ويمكن أن يشير المصطلح إلى مقعد محدد للغاية، كما هو الحال مع كرسي الملك إدوارد، والذي تم استخدامه في تتويج الملوك البريطانيين لمدة ثمانية قرون. وقد يشير المصطلح أيضًا إلى كرسي محدد لا يستخدم إلا من قبل الملك في الافتتاح الرسمي للبرلمان لإلقاء خطاب من على العرش. وبالمعنى المجرد، يشير «عرش إنجلترا» أيضًا بلاغيًا إلى منصب الملك  وإلى الملكية نفسها.

## معلومات تاريخية
إن العرش الإنجليزي هو واحد من أقدم الملكيات التي استمر توارثها في العالم. وفي تشابه معناه كثيرًا مع التاج، أصبح عرش إنجلترا مفهومًا مجازيًا مجردًا يمثل السلطة القانونية لوجود الحكومة. وتطور المصطلح بشكل طبيعي كفصل للعرش بالمعنى الحرفي وممتلكات الدولة القومية عن الشخص والمملتكات الشخصية للملك.
ووفقًا للتقاليد، امتدت جذور الملكية البريطانية لتصبح أساطيرَ قبل عهد ملك القرن التاسع ألفريد العظيم. وفي 1 مايو 1707، تم إنشاء مملكة بريطانيا العظمى من قبل الاتحاد السياسي لـمملكة إنجلترا (والتي تضمنت ويلز) ومملكة اسكتلندا. وفي هذه الفترة، تم دمج «عرش المملكة المتحدة» في الاستخدام مع «عرش إنجلترا».
الملكة أو الملك حديثًا هو الملك الدستوري، وقد تلاءمت السياسات الحكومية لـانتقال الملكية في القرن الـ 20 مع التأكيد الجديد على عرض إنجلترا وعرش اسكتلندا.
تشمل معاني «عرش إنجلترا» القابلة للاستبدال الملكية الحديثة والقائمة المرتبة للملوك الأسطوريين والتاريخيين لإنجلترا واسكتلندا والمملكة المتحدة.

## الاستخدام البلاغي

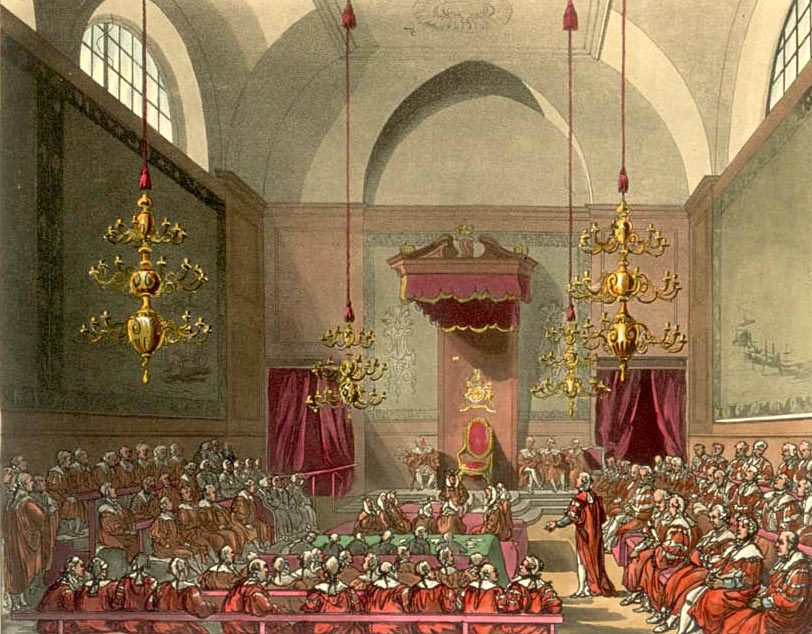
هذا المنظر للعرش في قصر وستمنستر يُظهر مجلس اللوردات في جلسة في أوائل القرن الـ 19 قبل تدمر البرلمان بالنيران عام 1834.

يعد هذا المصطلح الإنجليزي المرن أيضًا مجازًا بلاغيًا. واعتمادًا على السياق، يمكن أن يتم تفسير مصطلح عرش إنجلترا على أنه كناية، وهي وسيلة بلاغية للإشارة اعتمادًا على القرب أو التشابه، مثل الإشارة إلى تصرفات الملك أو الملكة على أنها «تصرفات العرش». كما يُفهم مصطلح العرش أيضًا على أنه فهم متوازٍ، والذي يرتبط بالكناية والمجاز مثلاً في اقتراح اللعب بالكلام من خلال تحديد المفاهيم المرتبطة بها بشكل وثيق.
- في إشارة إلى جزء باسم الكل، مثل «العرش» للعملية الغامضة لنقل السلطة الملكية.[9]
- في إشارة إلى الكل باسم الجزء، مثل «العرض» لرموز المسلسل ومراسم التتويج.[10]
- في إشارة إلى العام بالمحدد، مثل «العرش» للملكية.
- في إشارة إلى المحدد بالعام، مثل «العرش» للعهد القصير للملك إدوارد الثامن أو مساويًا كذلك لحدود الملكية البريطانية.[11]